# 27719 Fast
27719 Fast (1989 SR3) là một tiểu hành tinh nằm phía ngoài của vành đai chính được phát hiện ngày 16 tháng 9 năm 1989 bởi E. W. Elst ở Đài thiên văn Nam Âu.